# Алексич, Мирко
Мирко Алексич (1803, Малинско — 1890, Малинско) — черногорец, из племени ускоци. Боролся против представителей Османской империи в регионе, который включал и Старую Герцеговину. Его семья в связи с проблемами с турками переехала из Гацко в Малинско, где он родился. Вместе с несколькими другими повстанцами принимал участие в убийстве Смаил-ага Ченгича в 1840. Голову Смаил-ага отнес показать в Цетинье Негошу. Негош написал песню «Чардак Алексич», которая описывает, как Мирко Алексич героически защищал свой дом от армии Ченгича. Иван Мажуранич написал «Смерть Смаил-ага Ченгича», где тоже воспет Алексич. Участвовал в боях против Омер-паши и Осман-паши. Участвовал в восстании в Герцеговине.